# Бхумика Чаула
Бхумика Чаула (на пенджабски: ਭੂਮਿਕਾ ਚਾਵਲਾ; на хинди: भूमिका चावला; на телугу: భూమిక చావ్లా; на тамилски: பூமிகா சாவ்லா) е индийска актриса.

## Биография и творчество
Бхумика Чаула, родена Рачна Чаула, е родена на 21 август 1978 г. в Индия.
Тя прави своя дебют в телугу филма на телугу „Yuvakudu“ (2000) и оттогава работи в различни индийски филмови индустрии и се появява в повече от тридесет филма на телугу, тамилски, хинди, божпури, пенджабски и малаялам.